# Hermonassa rufa
Hermonassa rufa là một loài bướm đêm trong họ Noctuidae.